# 上海法治报
《上海法治报》是中華人民共和國上海市唯一的一份法制类专业报纸，是中共上海市委政法委员会的宣傳陣地，該報紙由上海报业集团主管主办。

## 歷史
上海法治报创刊于1984年1月2日。原名《上海法制报》。2001年1月1日更名为《上海法治报》。上海法治报原本隸屬於解放日报报业集团，後來劃歸上海报业集团。